# Kaszuba (województwo pomorskie)
Kaszuba (dodatk. nazwa w j. kaszub. Kaszëba, niem. Kaszuba) – wieś kaszubska w Polsce położona w województwie pomorskim, w powiecie chojnickim, w gminie Brusy nad rzeką Zbrzycą. Wieś jest częścią składową sołectwa Leśno.
Historycznie Kaszuba była posiadłością Korony jako młyn z otaczającą go osadą. Z biegiem czasu parcela została przekazana rodzinie Kossak-Główczewskich, która w 1912 zbudowała dwór. Został on podzielony przez Lasy Państwowe po objęciu majątku przez Skarb Państwa. Połowę domu zajmuje spadkobierca rodziny. Poza dworem we wsi znajduje się młyn.
W latach 1975–1998 miejscowość administracyjnie należała do województwa bydgoskiego.
| SIMC    | Nazwa               | Rodzaj          |
| ------- | ------------------- | --------------- |
| 0079852 | Warszyn             | osada leśna wsi |
| 0079846 | Wybudowanie Kaszuba | część wsi       |